# تجمع الوطنيين النيجيريين
تجمع الوطنيين النيجيريين (بالفرنسية: Rassemblement des Patriotes Nigériens)‏ كان حزبا سياسيا في النيجر.

## التاريخ
تأسس الحزب من قبل الوزير السابق عثمان يوسفو أوبانداواكي في 14 مايو 2009. حصل على 0.9 ٪ من الأصوات في الانتخابات البرلمانية في أكتوبر 2009، وفاز بمقعد واحد، شغله أوبانداواكي.  في عام 2010، أسس أوبانداواكي التحالف للتجديد الديمقراطي، والذي اندمج فيه حزب التجمع في عام 2011.